# Пискарёв, Василий Иванович
Василий Иванович Пискарёв (род. 8 ноября 1963, Советский район, Курская область) — российский политический деятель, юрист. Председатель комитета Государственной думы Федерального Собрания Российской Федерации по безопасности и противодействию коррупции, сопредседатель комиссии по рассмотрению расходов федерального бюджета, направленных на обеспечение национальной обороны, национальной безопасности и правоохранительной деятельности с 5 октября 2016 года. Член Высшего совета политической партии «Единая Россия».
Из-за вторжения России на Украину, находится под международными санкциями Евросоюза, США, Великобритании и ряда других стран

## Биография
Василий Иванович Пискарёв родился 8 ноября 1963 года в деревне Шиловка Советского района Курской области. Ныне деревня не существует, её территория входит в Касторенский район той же области.
1984 — окончил Свердловский юридический институт имени Р. А. Руденко по специальности «правоведение».
1984—1985 — стажёр прокуратуры Нюксенского района Вологодской области, пос. Нюксеница.
1985—1985 — следователь прокуратуры Нюксенского района Вологодской области, посёлок Нюксеница.
1985—1987 — служба в рядах Советской Армии.
1987 — заведующий несекретным делопроизводством Военной прокуратуры Ленинградского гарнизона.

### Прокуратура Ленинградской области
1987—1989 — старший следователь Всеволожской городской прокуратуры Ленинградской области.
1989—1993 — заместитель Всеволожского городского прокурора Ленинградской области.
1993—1993 — старший помощник прокурора Ленинградской области по надзору за исполнением законов о федеральной безопасности и межнациональных отношениях.
1993—1995 — начальник отдела по надзору за исполнением законов о федеральной безопасности и межнациональных отношениях прокуратуры Ленинградской области.
1995—2001 — Всеволожский городской прокурор Ленинградской области.
2001—2005 — заместитель прокурора Ленинградской области, курировал Всеволожский район.
В 2001 году назначен заместителем прокурора Ленинградской области, которым в тот момент являлся Юрий Прокофьев. В ноябре 2001 года выступил с докладом в заксобрании Ленинградской области 2 созыва по вопросу увольнения депутата Виктора Попова с должности генерального директора ОАО «Волховский алюминий». Пискарёв нашёл в увольнении Попова несколько нарушений законодательства и заявил, что прокуратура опротестует решение об увольнении в суде.
В августе 2002 года заместитель прокурора Ленобласти Василий Пискарёв выступал истцом в судебном споре между прокуратурой и правительством Ленинградской области о законности 10 распоряжений губернатора Валерия Сердюкова о предоставлении в пользование территорий Ленобласти охотопользователям для ведения охотничьего хозяйства.
В июне 2003 года как заместитель прокурора выступал в заксобрании Ленинградской области при избрании нового представителя в Совете федерации, где заявил о готовности возбудить уголовное дело против кандидата Дамира Шадаева.
В июле 2003 года Юрий Прокофьев ушёл в отставку с должности прокурора Ленобласти. Исполняющим обязанности был назначен первый заместитель Дмитрий Мальков, курировавший следствие. 30 июля генпрокурор РФ Владимир Устинов назначил прокурором Ленобласти Сергея Романюка.
Летом 2005 году по достижении выслуги лет Пискарёв уволился из прокуратуры и перешёл на госслужбу.

### Российский фонд федерального имущества
Летом 2005 года начальник Северо-Западного межрегионального отделения Российского фонда федерального имущества (РФФИ) Григорий Слабиков стал подозреваемым по уголовному делу о мошенничестве. Он ушёл в отпуск, ожидалось его увольнение. Тогда же Пискарёв был назначен первым заместителем отделения. На время отпуска Слабикова был и. о. начальника отделения.
В начале октября 2005 года Василий Пискарёв был назначен начальником Северо-Западного отделения РФФИ. Отделение вело работу в Санкт-Петербурге, Ленинградской области, Республике Карелии, Республике Коми, в Архангельской, Вологодской, Калининградской, Мурманской, Новгородской, Псковской областях. «После того как я ушёл в отставку с поста заместителя прокурора Ленобласти, мне хотелось продолжать работу на государственной службе, а работа в РФФИ соответствует моим взглядам и принципам», — говорил тогда Пискарёв о новой должности. Одной из первых задач стала осуществление крупной сделки по продаже 48,79 % акций ОАО «Морской порт Санкт-Петербург», объединённого пакета города Санкт-Петербурга и РФ.
2005—2006 — начальник Северо-Западного межрегионального отделения Российского фонда федерального имущества.
В мае 2006 года Северо-Западное межрегиональное отделение РФФИ реорганизовано в филиал РФФИ в Санкт-Петербурге и Ленинградской области. Реорганизацию начали после того как в начале 2006 года было принято решение о переводе всех региональных подразделений РФФИ на финансирование из федерального бюджета. До этого региональные подразделения РФФИ работали за счёт процентов, полученных от реализации имущества (3 % от приватизации имущества, выкупа земельных участков). Реорганизация региональных подразделений РФФИ предполагала усиление централизации системы продаж и повышение эффективности. В других регионах также были созданы самостоятельные филиалы.
В мае—июне 2006 года — исполняющий обязанности руководителя филиала Российского фонда федерального имущества в г. Санкт-Петербурге Ленинградской области. После увольнения Пискарёва руководителем филиала в июне 2006 года назначен Андрей Айкутович Воробей.

### В Генеральной прокуратуре РФ
В 2006 году переехал в Москву, работал в Генеральной прокуратуре РФ.
2006—2007 — начальник «отдела по надзору за оперативно-розыскной и процессуальной деятельностью ФСКН и Минюста России» управления по надзору за процессуальной и оперативно-розыскной деятельностью ФСКН, ФТС и Минюста России Главного управления по надзору за уголовно-процессуальной и оперативно-розыскной деятельностью Генеральной прокуратуры РФ.

### Следственный комитет при прокуратуре
Летом 2007 года в России были приняты законы, по которым процессуальное руководство следствием изъяли из компетенции прокурора. Следственный аппарат органов прокуратуры должен был стать относительно самостоятельным ведомством. В июле 2007 года в следственном подразделении Генеральной прокуратуры РФ началось формирование Следственного комитета. Пискарёв встречался вызванными в Москву с работниками прокуратуры из регионов, рассказал о начавшемся формирование штата будущего Следственного комитета при прокуратуре РФ. 7 сентября 2007 года Следственный комитет при прокуратуре Российской Федерации (СКП России) был официально создан. Председателем СКП России был назначен Александр Бастрыкин.
2007—2008 — руководитель управления по контролю за следственными органами Следственного комитета при прокуратуре РФ.
2008 — руководитель Главного управления процессуального контроля за следствием Следственного комитета при прокуратуре РФ. 6 июня 2008 года заявил, что доходы коррумпированных чиновников в России составляют примерно треть национального бюджета.
С 10 июня 2008 — заместитель председателя Следственного комитета при прокуратуре РФ Александра Бастрыкина. Назначен указом президента Д. А. Медведева. Также заместителями стали Борис Салмаксов и Игорь Соболевский. Назначение прокомментировал депутат Госдумы от КПРФ Виктор Илюхин: «Пискарёв — бывший прокурор, думаю, ему достаточно сложно будет работать в этой должности. Следствию нужны специалисты, профессионалы, до тонкости знающие это дело. Следственная наука — дело тонкое, но на должности подбираются кадры по принципу родства, а не по профессиональным качествам, вот в чём проблема».
В апреле 2010 года комментировал опознание погибших в катастрофе самолёта делегации президента Польши Леха Качиньского. Расследование катастрофы Александр Бастрыкин поручил главному следственному управлению. 31 мая 2010 года участвовал в передаче копий записей бортовых самописцев и оригинала транскрипции переговоров членов экипажа самолёта министру внутренних дел и администрации Польши Ежи Миллеру.
7 сентября 2010 года указом президента России Д. А. Медведева Пискарёву присвоен классный чин государственный советник юстиции Российской Федерации 1-го класса.
В октябре 2010 года Пискарёв назначен первым заместителем председателя Следственного комитета при прокуратуре Александра Бастрыкина.

### Следственный комитет
15 января 2011 года вместо Следственного комитета при прокуратуре РФ образован Следственный комитет РФ. Председателем Следственного комитета был назначен Александр Бастрыкин. Василий Пискарёв был назначен исполняющим обязанности заместителя председателя Следственного комитета РФ. В 2011 году в связи с этим Пискарёв получил специальное звание генерал-полковника юстиции.
8 апреля 2011 года указом президента Д. А. Медведева генерал-полковник юстиции Василий Пискарёв назначен заместителем председателя Следственного комитета РФ. Вместе с ним заместителями были назначены генерал-лейтенант юстиции Борис Карнаухов, генерал-майор юстиции Елена Леоненко, генерал-полковник юстиции Юрий Нырков.
С 9 апреля 2012 года — первый заместитель председателя Следственного комитета РФ. В качестве первого зампреда Следственного комитета Пискарёв курировал работу главного следственного управления (ГСУ) ведомства, в производстве которого находились наиболее резонансные дела.
30 апреля 2016 года освобождён от должности указом президента В. В. Путина.
В начале мая 2016 года президент Владимир Путин уволил генерал-полковника юстиции Пискарёва с должности заместителя председателя Следственного комитета. В СМИ высказывались предположения, что отставка Пискарёва может быть вызвана якобы возникшими у него разногласиями с Александром Бастрыкиным.
Преподавал на кафедре уголовно-процессуального права МГЮА.

### Государственная дума
7 созыв (2016—2021)
Весной 2016 года началась кампания по выборам в Государственную думу 7 созыва, которые проводились по смешанной избирательной системе и были запланирован на 18 сентября 2016 года. В апреле 2016 года Пискарёв вошёл в список из 12 участников предварительного внутрипартийного голосования «Единой России» в Мордовии. Праймериз прошли в конце мая. Большинство голосов получили депутат Виталий Ефимов, первый зампред следственного комитета России Василий Пискарёв и директор обособленного подразделения «ФосАгро-Волга» в Саранске Александр Воробьёв.
По итогам праймериз 52-летний Пискарёв был включён в состав списка «Единой России». Входил в региональную группу № 16 (Республика Марий Эл, Республика Мордовия, Чувашская Республика, Нижегородская область), где шёл вторым после депутата Госдумы В. А. Никонова. На момент выдвижения занимал должность старшего преподавателя кафедры Уголовно-процессуального права в МГЮА имени О. Е. Кутафина. 27 июня список был утверждён на съезде партии. В августе 2016 года список был зарегистрирован избиркомом.
По итогам состоявшихся 18 сентября 2016 года выборов «Единая Россия» по единому округу 54,20 % голосов и соответственно 140 мандатов. При распределении мандатов региональной группе № 16 «Единой России» было выделено 8 мандатов, которые получили Вячеслав Никонов, Василий Пискарёв, Виктор Кидяев, Алёна Аршинова, Александр Воробьёв, Марат Сафин, Светлана Солнцева, Сергей Чиндяскин. Таким образом Пискарёв был избран депутатом Госдумы седьмого созыва.
5 октября 2016 года на первом заседании 7 созыва избран председателем комитета Госдумы по безопасности и противодействию коррупции, сопредседатель комиссии по рассмотрению расходов федерального бюджета, направленных на обеспечение национальной обороны, национальной безопасности и правоохранительной деятельности.
8 декабря 2018 года, на основании решения, принятого делегатами XVIII съезда политической партии «Единая Россия», Василий Пискарёв был введён в состав Высшего совета партии.
8 созыв (2021—2026)
Весной 2021 года началась кампания по выборам в Государственную думу 8 созыва, которые вновь проводились по смешанной избирательной системе. В мае «Единая Россия» провела предварительное голосование по отбору кандидатов. Пискарёв участвовал в Мордовии и получил большинство голосов. Летом Пискарёв был включён в состав списка «Единой России». Входил в региональную группу № 26 (Республика Мордовия), где шёл вторым после врио главы республики Артёма Здунова. По итогам состоявшихся 19 сентября 2021 года выборов региональная группа «Единой России» в Мордовии получила один мандат. 1 октября Здунов ожидаемо от него отказался и 4 октября мандат был передан Пискарёву.
12 октября 2021 года на первом пленарном заседании Госдумы 8 созыва Василий Пискарёв («Единая Россия») вновь был избран председателем комитета по безопасности и противодействию коррупции.

## Законотворческая деятельность
С 2016 по 2019 год, в течение исполнения полномочий депутата Государственной Думы VII созыва, выступил соавтором 39 законодательных инициатив и поправок к проектам федеральных законов.
Aвтор поправок к законопроектам, ограничивающим работу НКО в России. Так, в 2021 году внёс изменения в закон о запрете российским гражданам и юридическим лицам в любой стране мира принимать участие в работе иностранных неправительственных организаций (НПО), признанных в России «нежелательными». На этом посту Пискарёв не всегда голосовал лично (вопреки Регламенту Государственной думы). Так, 23 марта 2021 года Пискарёв отсутствовал в зале заседания, но от имени Пискарёва голос «за» был подан по 2 законопроектам
2 марта 2022 года на фоне российского вторжения на Украину законопроект о тюремных сроках для авторов фейков о действиях российской армии во время боевых действий, дополняющий законопроект об уголовной ответственности за призывы к санкциям против российской экономики или их исполнение. За создание того, что российские суды посчитают фейками, и их распространение вводится уголовная ответственность от 5 до 10 лет заключения. 4 марта Госдума приняла законопроект во втором и третьих чтениях.
В апреле 2022 года в составе группы депутатов внёс проект закона о наделяющий генерального прокурора России и его заместителей правом признавать регистрацию СМИ недействительной и прекращать действие лицензии на теле- и радиовещание в случае распространения ими «фейков» о российских военных и их «дискредитации», призывов к санкциям, а также информации, в которой содержится «явное неуважение к обществу, государству и Конституции Российской Федерации».
В сентябре 2022 года вместе коллегами по комиссии Госдумы по расследованию фактов вмешательства иностранных государств во внутренние дела России внёс два законопроекта, предполагающих введение ответственности за распространение изображений, оспаривающих территориальную целостность России. Такими, например, могут считаться географические карты, на которых Крым или южные Курильские остров обозначены не как часть российской территории. За их изготовление и демонстрацию гражданам будет грозить штраф или арест до 15 суток, юридическим лицам — штраф до 1 млн рублей.

## Награды
- Орден Почёта (2013)
- Почётная грамота Президента Российской Федерации (2012)
- Почётная грамота правительства Российской Федерации (16 декабря 2019) — за большой вклад в развитие российского парламентаризма и активную законотворческую деятельность[37]
- Благодарность Правительства Российской Федерации (19 декабря 2017) — за заслуги в законотворческой деятельности и многолетний добросовестный труд[38]
- Медаль «За заслуги» (2012)
- Медаль «За верность служебному долгу» (2014)
- Нагрудный знак «Почётный работник прокуратуры Российской Федерации» (1996)
- Нагрудный знак «За безупречную службу» (2008)
- Нагрудный знак «Почётный работник Следственного комитета при прокуратуре Российской Федерации» (2008)
- Нагрудный знак «Почётный сотрудник Следственного комитета Российской Федерации» (2013)
- Знак отличия «За верность закону» I степени (2008)
- Знак отличия «Отличник следственных органов» (2013)
- Почётный гражданин Ленинградской области (2020)[39]
- Именное огнестрельное оружие (2004)
- другие медали[40].
- Почётная грамота за вклад в развитие модельного законодательства и межпарламентского сотрудничества государств — членов ОДКБ (2021, ОДКБ)[41]

## Санкции
25 февраля 2022 года, на фоне вторжения России на Украину, включён в санкционный список стран Евросоюза в ответ на решение России признать территории Донецкой и Луганской областей Украины и на решение об отправке туда российских войск.
11 марта 2022 года внесён в санкционный список Великобритании «за признание независимости двух сепаратистских регионов в Украине».
30 сентября 2022 года был внесён в санкционный список США в ответ на «фиктивные референдумы» и «аннексию территорий Украины российскими оккупационными силами». Государственный департамент отмечает что депутаты единогласно приняли закон о фейках, а некоторые депутаты сыграли ключевую роль в распространении российской дезинформации о войне.
23 февраля 2023 года включён в санкционный список Канады «соратников режима», так как он «голосовал за законодательство связанное с вторжением и попыткой аннексии четырех регионов Украины».
По аналогичным основаниям также находится в санкционных списках Швейцарии, Австралии, Японии, Украины и Новой Зеландии

## Критика
В 2014 году 1-й заместитель председателя СКР Василий Пискарёв приобрёл известность работая по «банде GTA» — в рамках расследования ему пришлось возбудить дело в отношении завхоза Генпрокуратуры Алексея Староверова и, с этого момента, вступить в противоречие с «правой рукой» генерального прокурора Чайки Виктором Гринем. В результате, по версии корреспондента «Новой газеты» Ольги Романовой, произошли следующие события:

После задержания Староверова перевозбудился давний оппонент прокуратуры, СК. Было предпринято несколько попыток возбудить уголовное дело в отношении Староверова (от ст. 317 УК «Посягательство на жизнь сотрудника правоохранительного органа» до ст. 222 УК «Незаконный оборот оружия»), но на защиту коллеги стеной встала Генпрокуратура (Виктор Гринь, замгенпрокурора, лично отменил постановление о возбуждении уголовного дела в отношении Староверова). В итоге Староверов отделался отставкой и стал «предпринимателем». А зампред СК Василий Пискарёв, который лично настаивал на возбуждении уголовного дела и аресте Староверова, был отправлен депутатствовать в Госдуму (чуть более почётная отставка), где сейчас возглавляет Комитет по безопасности и противодействию коррупции.— «Кто рулил в банде ГТА?» // «Новая газета» от 08 августа 2017 г.
В 2013 году Василий Пискарёв, занимавший должность 1-го заместителя председателя Следственного комитета, не смог привлечь к ответственности чеченских милиционеров-оборотней, которые похитили в 2011 году в Москве человека и жестоко пытали его, вымогая деньги.